# رثمة
رثمة (بالعبرية: רִתְמָה‏) هي واحدة من الأماكن التي توقف عندها بنو إسرائيل أثناء التيه، وموقعها الحالي غير معروف.
لم تُذكر إلا في سفر العدد الإصحاح 18 في ذكر محطات التيه: ثُمَّ ارْتَحَلُوا مِنْ حَضَيْرُوتَ وَنَزَلُوا فِي رِثْمَةَ، ثُمَّ ارْتَحَلُوا مِنْ رِثْمَةَ وَنَزَلُوا فِي رِمُّونَ فَارِصَ.